# بیگانه (ترانه)
«بیگانه» (به انگلیسی: Exotic) ترانه‌ای به سبک دنس پاپ می‌باشد که توسط بازیگر و خوانندهٔ هندی - آمریکایی، پریانکا چوپرا در تاریخ ۹ ژوئیه ۲۰۱۳ توسط شرکت‌های آقای ۳۰۵ رکوردز و اینتراسکوپ رکوردز پخش و منتشر شد. این ترانه به همراهی رپر کوبایی - آمریکایی، پیتبول خوانده شده‌است. ترانه سراهای این آهنگ، پیتبول، پریانکا چوپرا و ردوان هستند و تهیه کنندهٔ آن ردوان است.